# Gmina Kłecko
Die Gmina Kłecko ist eine Stadt-und-Land-Gemeinde im Powiat Gnieźnieński der Woiwodschaft Großpolen in Polen. Ihr Sitz ist die gleichnamige Stadt (deutsch Kletzko) mit etwa 2600 Einwohnern.

## Geschichte
Die Gemeinde wurde 1973/1991 gebildet, sie kam 1999 von der Woiwodschaft Posen an die Woiwodschaft Großpolen.

## Gliederung
Zur Stadt-und-Land-Gemeinde (gmina miejsko-wiejska) Kłecko gehören die Stadt selbst und 21 Dörfer mit Schulzenämtern (sołectwa):
| Name        | deutscher Name (1815–1918)        | deutscher Name (1939–1945) |
| ----------- | --------------------------------- | -------------------------- |
| Bielawy     | Bielawy                           | Bilau                      |
| Biskupice   | Biskupice 1904–1918 Bischofssee   | Bischofssee                |
| Bojanice    | Bojanice 1904–1918 Bojanitze      | Rübenau                    |
| Brzozogaj   | Brzozogaj                         | Gertrudenau                |
| Charbowo    | Charbowo 1904–1918 Kleedorf       | Kleedorf                   |
| Czechy      | Schechin                          | Blumenau                   |
| Dębnica     | Dembnica 1906–1918 Dembnitza      | Karlsdorf                  |
| Działyń     | Dzialyn                           | Sprengersfelde             |
| Dziećmiarki | Dziecmiarki                       | Dietmarshofen              |
| Gorzuchowo  | Gorzuchowo                        | Seeheim                    |
| Kamieniec   | Kamieniec 1906–1918 Kaminietz     | Steindorf                  |
| Komorowo    | Komorowo 1906–1918 Deutschtal     | Deutschtal                 |
| Kopydłowo   | Vorwerk Kopydlowo                 | Huftal                     |
| Michalcza   | Michelsdorf                       | Michelsdorf                |
| Polska Wieś | Polskawies 1906–1918 Paulsdorf    | Paulsdorf                  |
| Pomarzany   | Pomorzany                         | Niedringshaus              |
| Pruchnowo   | Vorwerk Pruchnowo                 | ?                          |
| Sulin       | Sulin                             | Salzdorf                   |
| Świniary    | Swiniary 189?–1918 Bismarcksfelde | Bismarcksfelde             |
| Ułanowo     | Ulenhof 1913–1918 Ulenhorst       | Uhlenhorst                 |
| Waliszewo   | Waliszewo 1906–1918 Walsee        | Walsee                     |
| Wilkowyja   | Wilkowya 1908–1918 Neu Paulsdorf  | Neu Paulsdorf              |
| Zakrzewo    | Zakrzewo                          | Langenwalde                |

## Persönlichkeiten
- Gottfried Albrecht von Bredow (1650–1730), preußischer Generalleutnant; geboren in Biskupice
- Albin Belina-Wesierski (1812–1875), Mitglied des Preußischen Herrenhauses; geboren auf Gut Zakrzewo.